# Jack Casley
John "Jack" Casley (Torquay, 27 de abril de 1926 - Oxford, 31 de mayo de 2014) fue un jugador profesional de fútbol inglés, que jugó en la Football League para el Torquay United.

## Biografía
Casley se unió al Torquay United en junio de 1947. Una crisis de lesiones, incluyendo la pérdida del guardameta titular Phil Joslin, dejó al Torquay sin portero para el partido en  Plainmoor contra el Walsall en abril de 1948 y, aunque era un centrocampista, Casley jugó en la portería y ayudó al Torquay a conseguir una victoria por 3-2, que a su vez significaba que no iban a terminar colistas. Casley nunca volvió a jugar en el Torquay, en ninguna posición. Se unió al Headington United (que más tarde se convertiría en el Oxford United) en 1949, convirtiéndose en el primer jugador profesional.
Murió el 31 de mayo de 2014 en el Hospital John Radcliffe por causas naturales a la edad de 88 años.